# Аруба
Ару́ба (нидерл. и папьям. Aruba) — небольшой остров и одноимённое самоуправляемое государственное образование, расположенные на юге Карибского моря вблизи берегов Венесуэлы. Самый западный остров среди Малых Антильских островов. Является составной частью Королевства Нидерландов с 1986 года, когда произошла реорганизация участия Антильских островов в составе Нидерландов. Площадь суши — 180 км². Численность населения — 119 428 человек (2020). Столица — город Ораньестад, валюта — Арубанский флорин (AWG,код 533).

## Физико-географическая характеристика

### Географическое положение

Карта острова

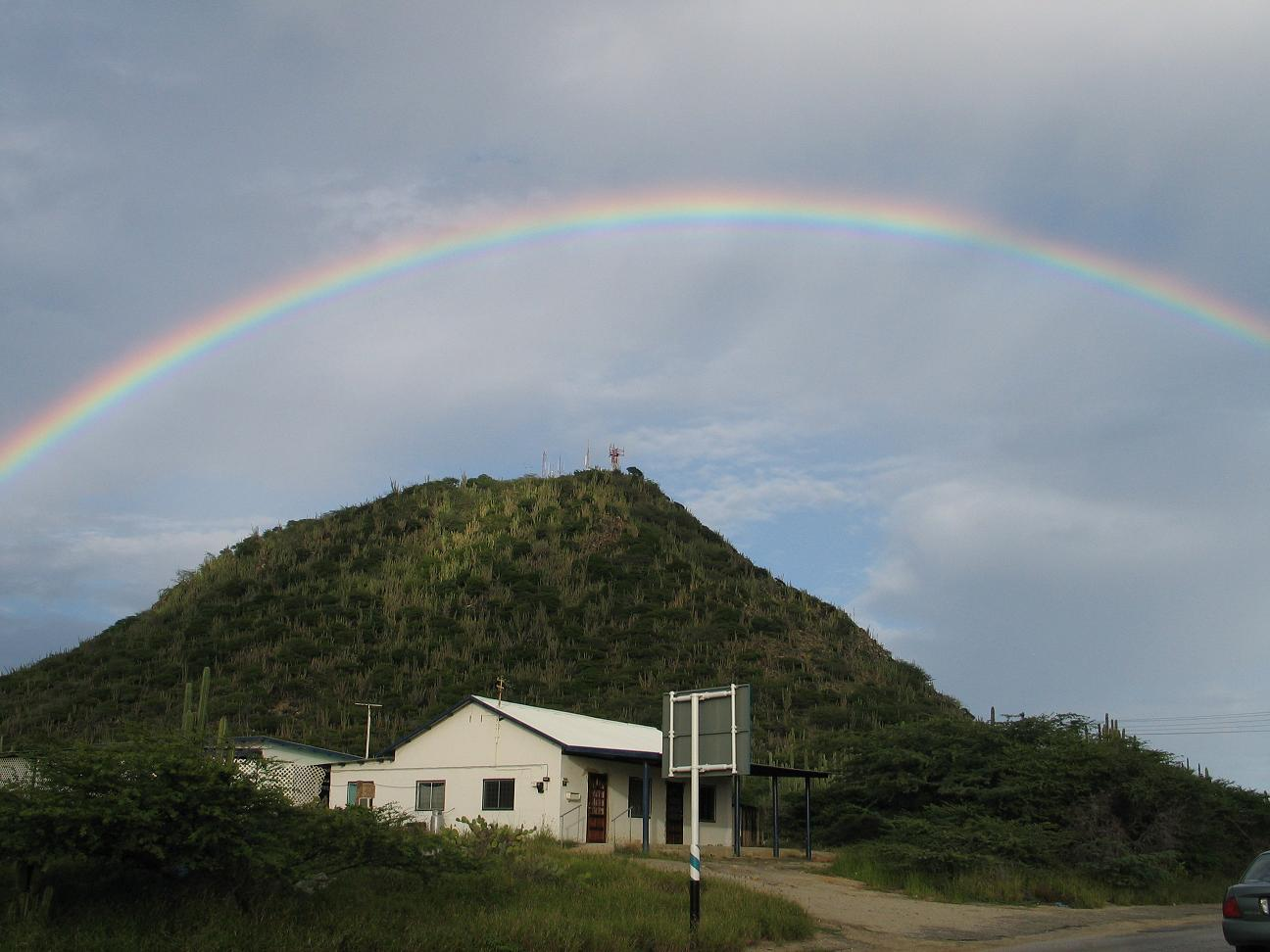
Ойберг

Остров Аруба, являющийся самым западным среди Малых Антильских островов, расположен на юге Карибского моря на расстоянии 29 км от полуострова Парагуана в Венесуэле и 68 км к западу от острова Кюрасао. Площадь Арубы составляет 180 км², длина острова около 30 км при ширине 8 км. Имеет морские границы с Венесуэлой на юге и Нидерландскими Антильскими островами на востоке. Самыми высокими точками острова являются Яманота (188 м) и Ойберг (165 м).

### Геология
Происхождение Арубы связано с вулканической активностью 90—95 млн лет назад. Остров сложен лавовыми, кварцевыми и известняковыми породами. Наиболее распространёнными лавовыми породами острова являются диабаз, вулканический туф, конгломерат и сланец. Из диабаза сложены твёрдые чёрные скалы, которых много на Арубе. Туф состоит из спрессованной золы и пепла и говорит о сильной вулканической активности в прошлом. В результате данной активности образовывались также конгломераты из осадочных пород. В результате давления или температурного режима часть пород трансформировалась в сланец.
Породы возраста 85—90 млн лет относятся к периоду плутонизма. После окончания вулканизма расплавленные породы вытекали из-под коры земли, но не достигали поверхности. Данные породы отличались по структуре от пород вулканизма. Бо́льшая часть Арубы состоит из таких пород (называемых батолитом), застывших внутри лавовых образований и сформировавших большое магматическое тело. Самой распространённой породой из батолита является кварцдиорит, который можно обнаружить как в форме мелкого щебня, так и крупных камней в таких местах, как Айо и Касибари. Ойберг сложен из грубого зернистого кварцдиорита, который называют ойбергит. Другой породой батолита является габбро (чёрный крупнозернистый, в основном — в Буширибане и Мативидири).
Самыми молодыми породами острова являются известняки, которые были сформированы в условиях, похожих на современные коралловые рифы, что доказывается окаменелостями растений и животных, аналогичных современной флоре и фауне коралловых рифов.

### Климат
Климат Арубы — сухой тропический. Средняя годовая температура составляет +28 °C и мало варьируется в зависимости от времени года. Суточная амплитуда температуры также не превышает 4 °C. Среднее годовое количество осадков составляет всего 432 мм, основная их часть выпадает в октябре и ноябре, в основном это кратковременные ливни. Аруба находится южнее основного маршрута перемещения ураганов, поэтому они редко наносят ущерб экономике острова.

### Национальные парки

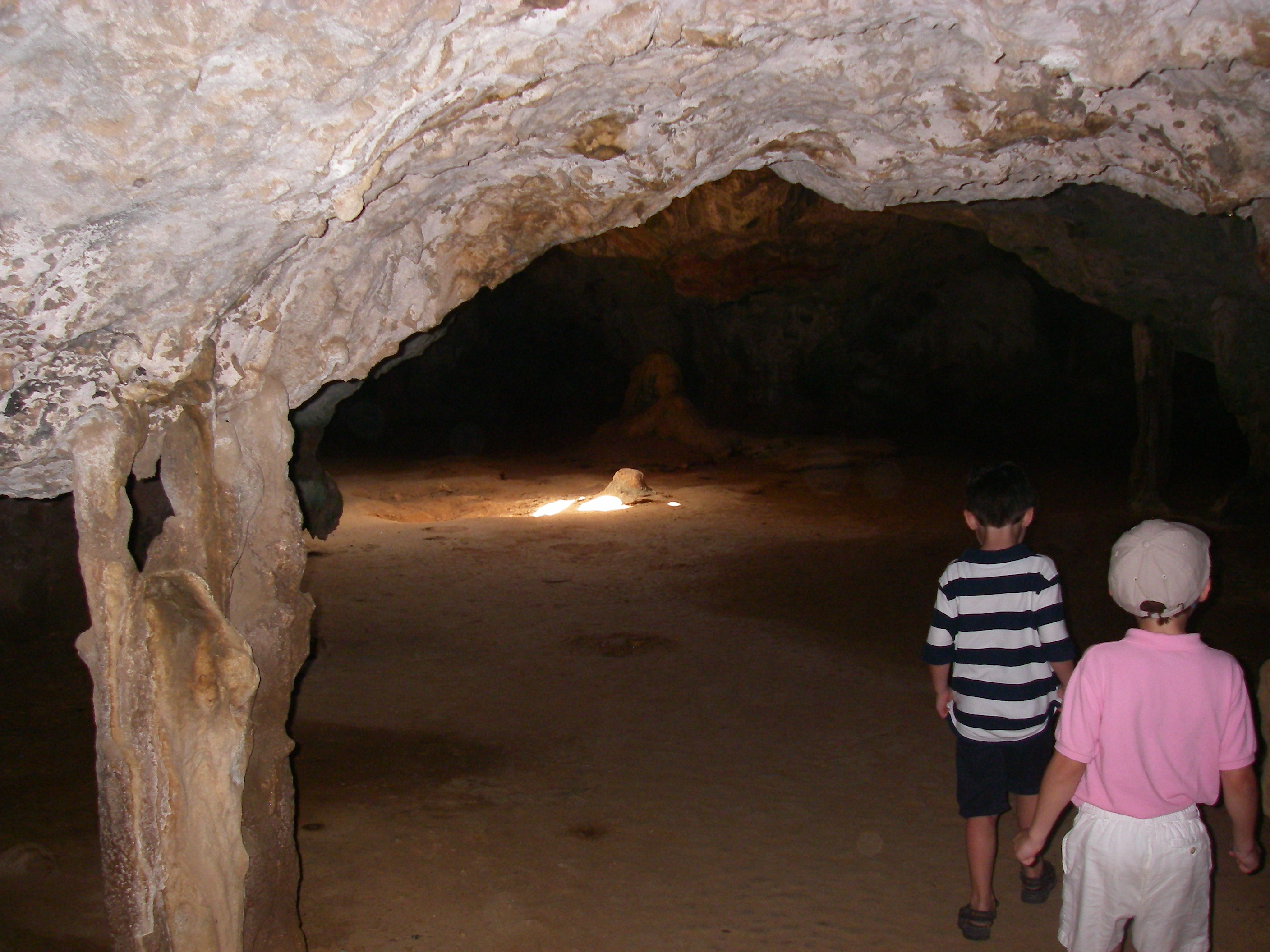
Пещера Гвадирики в национальном парке Арикок

Национальный парк Арикок занимает 18 % площади острова, включая значительную часть внутренней области Арубы и длинный участок северного побережья. На территории парка расположена возвышенность Яманота — самая высокая точка острова, а также холм Арикок. Среди исторических памятников Арубы в парке находятся петроглифы в пещере Фонтейн, остатки нидерландских сельских поселений в Масидури, колониальные дома в Принс-Валли и развалины золотого прииска в Мираламаре. Растительность парка включает деревья диви-диви, разнообразные виды кактусов, алоэ, тропические цветы. Фауна Арикока представлена кроликами, ящерицами и гремучими змеями.

### Флора и фауна

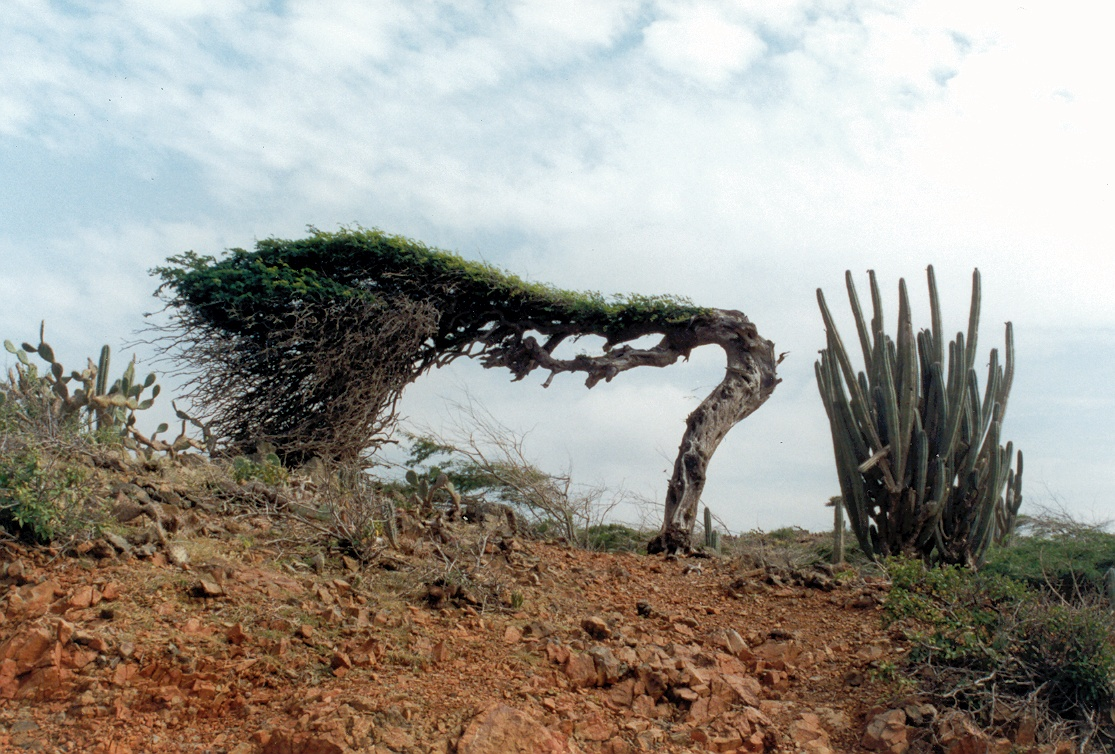
Диви-диви

Несмотря на небольшое количество осадков, флора острова достаточно богатая. Самым распространённым растением, растущим на Арубе, является диви-диви. Также очень распространены кактусы. Алоэ вера всё ещё растёт в изобилии на острове, но не в тех количествах, которые были в начале XX века. Вдоль южного побережья произрастают плюмерия, гибискус, бугенвилия, деллоникс царский, олеандр, кокосовая пальма, папайя, манго, лимон, миндаль и другие растения.
На Арубе нет крупных животных, однако встречается 8 видов ящериц — 3 вида тейид (Teiidae) и 5 видов гекконов (Gekkonidae), два вида змей — каскавелла, или страшный гремучник (Crotalus durissus) и арубинская кошачьеглазая змея (Leptodeira bakeri), в прибрежных водах встречается черепаха бисса (Eretmochelys imbricata). Десятки видов птиц посещают остров во время миграции между Северной и Южной Америкой (распространены крачки, цапли, пеликаны, чайки, бакланы). В прибрежных водах обитают морской окунь, рыба-попугай, морской ангел, угорь, манта, омары.

## История

### Название
Существуют различные теории о происхождении названия острова. Наиболее вероятно, что слово «Аруба» произошло от индейских слов «ora» («ракушка») и «oubao» («остров»), что в сочетании может означать «остров ракушек». Другое возможное сочетание — «uru» («каноэ») и «oubao» («остров»), что может означать, что индейцы использовали каноэ для путешествия по морю и таким образом заселили Арубу.
По другой теории название может происходить от испанского «oro hubo» («здесь было золото»), связанного с поисками испанскими мореплавателями золота в Карибском регионе.
Первое указание острова на карте датируется 1562 годом, где он указан как «Orua». На других картах XVI—XVII веков встречаются названия острова «Oruba», «Ouraba», «Uruba» и «Arouba».

### Индейцы
О наиболее ранних обитателях Арубы известно очень мало. Раскопки показывают, что остров был населён задолго до его открытия испанскими мореплавателями, наиболее ранние его обитатели жили около 2500 года до н. э. Население острова составляли индейцы из племени араваков. Они были рыбаками, охотниками и собирателями, использовали примитивные орудия труда, сделанные из камня и ракушек. Археологические исследования (наскальные рисунки, захоронения) показывают, что культура индейцев Арубы была схожей с культурой Южной Америки.
Находки, относящиеся приблизительно к 900 году до н. э., показывают, что индейцы Арубы изготавливали вручную глиняные горшки и толкли в них соль. В тот период у них имелись семейные поселения, они использовали каменные инструменты. Найдены также украшения, сделанные из кусков ракушек. Индейцы Арубы рисовали наскальные рисунки, в основном в пещерах (Фонтейн, Гвадарикири и др.), в виде геометрических фигур, внутри которых изображены люди или животные. Пещеры не являлись жилищами для них, поэтому предположительно они служили святилищами.
В XIV веке Арубу захватили карибы.

### Колонизация

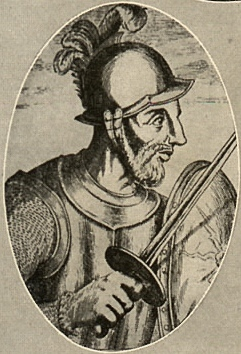
Алонсо де Охеда

Нидерландские Подветренные острова были открыты испанцами в 1499 году. Историки не пришли к единому выводу, кто является их первооткрывателем — Алонсо де Охеда или Америго Веспуччи. Судя по рисункам и картам, Охеда был на островах Кюрасао и Бонайре, но не на Арубе. Возможно, остров Аруба был открыт несколькими годами позже в одной из разведывательных экспедиций.
Испанцы назвали острова «островами Гигантов» (исп. Islas de los Gigantes), так как местное население было выше их. Другое название Подветренных островов было «бесполезные острова» (исп. islas inutiles), потому что на них не было найдено золота и серебра, а в дальнейшем они оказались непригодными для ведения сельского хозяйства. От слова «inutiles» возможно произошло современное название «Антилы».
В 1513 году испанцы депортировали всё население Арубы (а также других Подветренных островов) для работы на медных рудниках в Санто-Доминго, где они все погибли от различных болезней в результате тяжёлой эксплуатации. Остров остался необитаемым, но вскоре туда прибыли поселенцы с материковой части континента, а затем испанцы. Испанцы организовали на острове своего рода «ранчо», где на одном большом сельском округе свободно ходили лошади, ослы, коровы, свиньи, овцы и козы. Индейцы работали у них в качестве прислуги и надсмотрщиков за скотом.
В 1634 году голландцы завоевали остров Кюрасао, чтобы использовать его как базу для операций против испанского флота в Восьмидесятилетней войне. В 1636 году голландцы оккупировали также Арубу и Бонайре, чтобы избежать атак испанцев с этих островов. Голландская Вест-Индская компания (ВИК) стала развивать Подветренные острова в качестве сельскохозяйственных колоний. В частности, на Арубе они начали разводить лошадей и коз. Количество коз на острове возросло до большого уровня, и Арубу стали также называть «островом коз» (нидерл. geiteneiland). Также добывалась так называемое «бразильское дерево» (нидерл. Brazielhout), которое экспортировалось в Амстердам в качестве основного компонента для красной краски.
Аруба управлялась командиром, которому помогали несколько человек из числа белых. Остров населяли только индейцы, которые присматривали за скотом и рубили деревья для продажи. Они могли жить относительно свободно, так как ВИК запретила строить поселения неиндейскому населению. Исключение было сделано для солдат ВИК и их прислуги, которые имели небольшое поселение в Саванете. Индейцы жили в северо-восточной части острова между Альто-Вистой (где была построена первая католическая церковь для индейцев) и Серое Кристелем и Хушидибаной. В 1806 году на 141 индейскую семью приходилось 60 белых. Чёрных рабов начали привозить на остров в ограниченных количествах только после 1770 года.

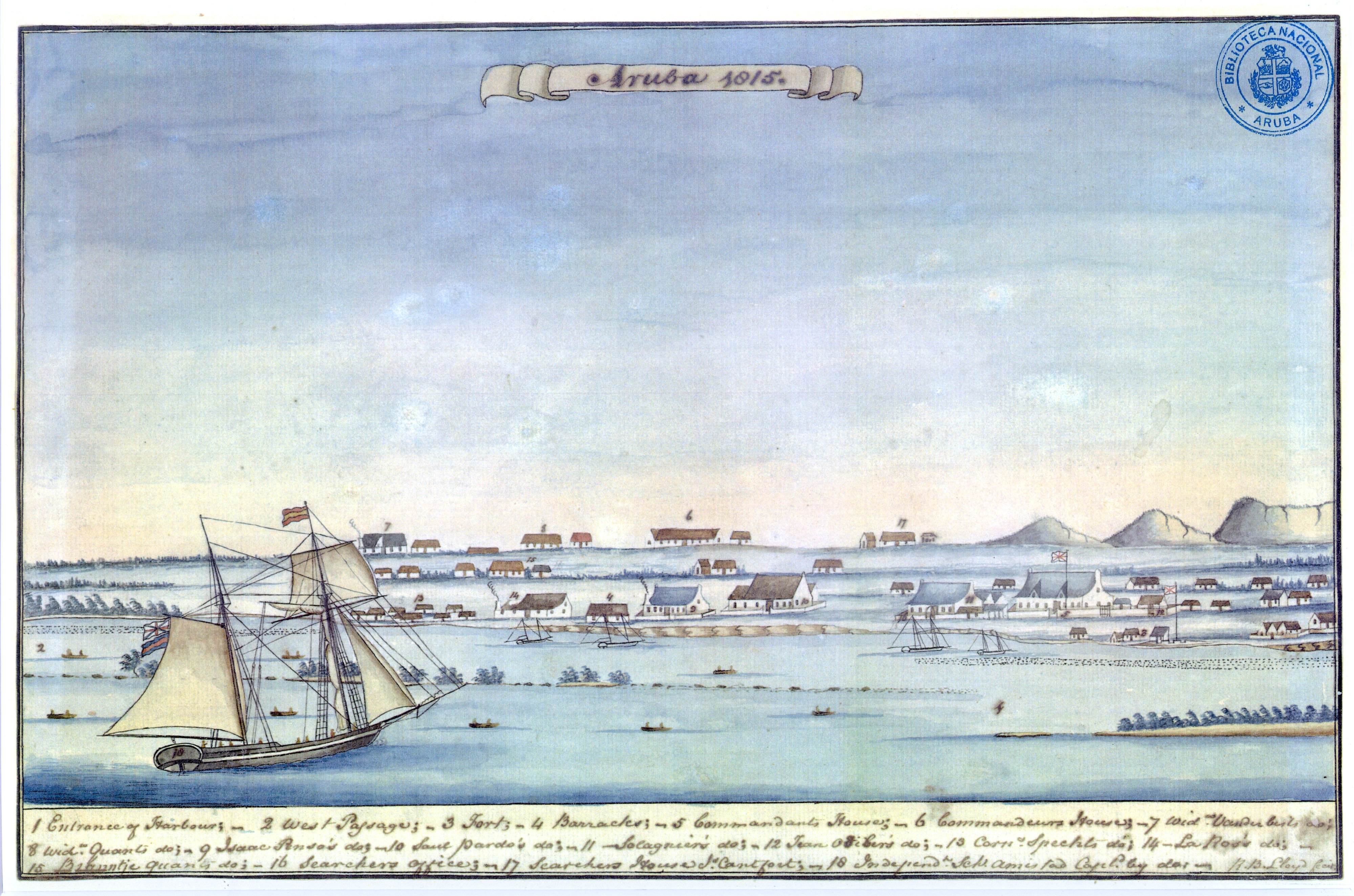
Аруба в 1815 году. Картина Р. Б. Ллойда, относящаяся к английскому периоду острова

На Арубе не могли не отразиться также многочисленные войны между голландцами и британцами. Аруба была оккупирована англичанами в 1799—1802 и в 1806—1816 годах, затем голландцы вновь возвратили себе эти земли. По переписи 1816 года 564 из 1732 жителей Арубы были индейцы, большинство жителей было католиками. Фактическая колонизация острова началась только в конце XVIII века, когда залив Лошадей (нидерл. Paardenbaai) в Ораньестаде использовался как перевалочный пункт между Кюрасао и континентальной частью Венесуэлы.
В 1824 году в Роой-Флуйте мальчиком Виллемом Расмийном было случайно обнаружено золото, после чего остров посетил губернатор колонии Кантцлаар, и была начата добыча золота, которая прекратилась во время Первой мировой войны.
В 1845 году была сформирована колония Кюрасао, в которую вошли острова Кюрасао, Аруба, Бонайре, Саба, Синт-Эстатиус и Синт-Маартен (нидерландская часть острова Святого Мартина). В 1863 году было отменено рабство, и 496 рабов на Арубе стали свободными.
В середине XIX века при командире Яне Хеленусе Фергюсоне (1866—1871) на Арубе начали выращивать алоэ, и Аруба стала одним из главных поставщиков алоиновой резины, которая экспортировалась в основном в Нью-Йорк, Гамбург и Лондон. Резину с Антильских островов, 90 % производства которой приходилось на Арубу, называли в то время «кюрасаоская резина». Она относилась к самым качественным и дорогим в мире и стала основным источником дохода Арубы до развития нефтеперерабатывающей отрасли.
В 1874 году Уотерс Гравенхорст обнаружил на острове месторождения фосфатов. В 1879 году была создана компания Aruba Phosphaat Maatschappij (APM), которая занялась их добычей, для чего были привлечены рабочие с Кюрасао и Бонайре, а также группа итальянских рабочих. Добыча фосфатов привела к развитию поселения Синт-Николас. Работа APM велась вплоть до 1914 года, когда запасы всех месторождений на острове были исчерпаны, и компания была закрыта.

### Новейшее время
В 1920-е годы на острове началась эра нефти, благодаря чему экономика острова значительно окрепла. В 1924 году остров начали использовать для дальнейшей транспортировки венесуэльской нефти, затем на острове были построены перерабатывающие заводы «Лаго» и «Arend Petroleum Maatschappij» (Нефтяная компания «Орёл», более известная под английским названием «Eagle»).
Во время Второй мировой войны Аруба играла очень важную роль для союзников, так как здесь находился один из крупнейших нефтеперерабатывающих заводов того периода. Топливо, производимое на «Лаго», использовалось воздушными войсками союзников, из-за чего корабли американцев у острова подвергались торпедным атакам немцев. В 1939 году для защиты от атак с воздуха на самой высокой точке восточной части острова, Хуана-Морто, была организована оборонная линия.
В те годы Арубу часто посещали немецкие суда. Однако когда Германия напала на Нидерланды, у побережья Арубы стоял на якоре только один немецкий корабль «Антилла», который был окружён войсками, и его капитан поджёг корабль после того, как экипаж сел в шлюпки. Экипаж «Антиллы» был взят в плен, а в дальнейшем отправлен на остров Бонайре вместе с теми немцами, которые находились на острове. 10 мая 1940 года на острове высадились 180 французских солдат для помощи в обороне Арубы, в июле 1940 года их заменили английские и шотландские войска. В конце 1943 года, когда США вступили в войну, на остров прибыли американские солдаты, стали прибывать тяжёлые бомбардировщики, для чего пришлось проводить реконструкцию аэропорта Дакота.
16 февраля 1942 года ночью Аруба подверглась масштабной атаке немецкой субмарины U-156, которая затопила несколько кораблей, а затем атаковала «Лаго». Только ошибка немецкого экипажа спасла завод от полного разрушения, так как торпеда не достигла цели и завод был обстрелян небольшими пушками. На следующий день не достигшая цели торпеда была обнаружена на пляже, при попытке обезвредить её погибло четверо голландских солдат. В 1944 году несколько кораблей у острова вновь были торпедированы немцами.

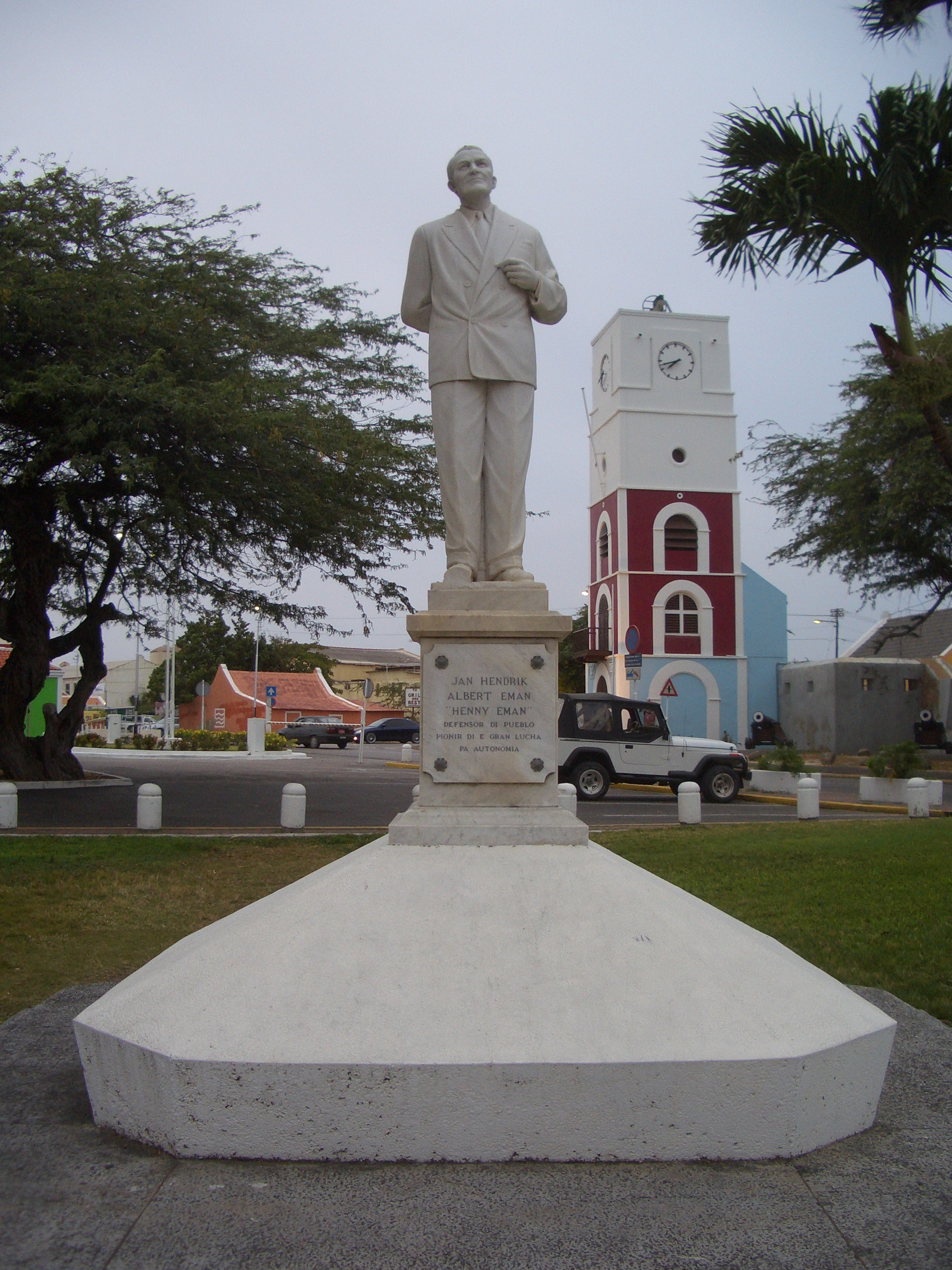
Памятник Яну Хендрику Альберту «Хенни» Эману в Ораньестаде рядом со зданием парламента

В 1947 году Хенни (Яном Хендриком Альбертом) Эманом была организована петиция Нидерландам с подписями 2147 жителей Арубы с намерением отделиться от колонии Кюрасао. В 1948 году в Гааге прошла конференция по данному вопросу, которая сочла возможным предоставление независимости Арубы, которую на конференции представлял Шон А (Корнелис Альберт) Эман (сын Хенни Эмана). Однако данные рекомендации не были введены в жизнь.
В 1953 году свою деятельность на острове прекратила нефтеперерабатывающая компания «Eagle». В 1954 году пять островов (Аруба, Бонайре, Кюрасао, Синт-Маартен и Саба) стали самоуправляемыми в рамках Нидерландских Антильских островов.
В 1973 году на острове прошёл референдум, на котором большинство населения предпочло, чтобы страна получила статус независимости в рамках Королевства Нидерландов, предложенный партией MEP, возглавляемой Бетико (Гильберто Ф.) Крусом. В январе 1976 года, когда нидерландское правительство отклонило вариант присвоения Арубе такого статуса, Бетико Крус пригрозил тем, что Аруба в одностороннем порядке объявит независимость в марте 1981 года. 18 марта 1976 года для усиления национального самосознания были приняты национальные флаг и гимн, а Б. Круса до его смерти стали называть «освободителем Арубы». В 1977 году на референдуме за независимость проголосовали 82 % жителей Арубы.
В 1981 году в ходе очередной конференции в Нидерландах было решено, что Аруба получит независимость в январе 1996 года, после десятилетнего переходного периода начиная с 1 января 1986 года, когда Аруба стала независимой от Нидерландских Антильских островов.
Первым премьер-министром Арубы в рамках данного статуса стал Хенни Эман (внук Хенни Эмана, который боролся за независимость Арубы), который тут же столкнулся с закрытием нефтеперерабатывающего завода «Лаго», в связи с чем безработица в стране достигла 20 %. С финансовой помощью Нидерландов он смог диверсифицировать экономику, развив туристическое направление. Было создано 10 тыс. новых рабочих мест, построены новые гостиницы. В конце 1980-х годов был создан Центральный банк Арубы, введена собственная валюта, основан Университет Арубы. В 1990 году новая нефтяная компания (Coastal Aruba Refinery Company) возобновила работу на заводе «Лаго».
Несмотря на все усилия в прошлые десятилетия, Аруба в итоге так и не получила полную независимость, явив один из немногих в мире прецедентов, когда страна отказалась от неё. Согласованное ранее намерение о провозглашении независимости Арубы 1 января 1996 года было отменено Нидерландами в 1990 году по запросу правительства Арубы, где к тому времени возобладали противники выхода из состава Нидерландов. В 1989 году премьер-министром Арубы был избран Нельсон Орландо Одубер, в 1994 — вновь Хенни Эман, затем в 2001 году кресло премьера вновь вернул Одубер.

## Политическое устройство

### Конституция
Конституция Арубы была принята 9 августа 1985 года (объявлена 19 августа на нидерландском языке) всеми политическими партиями, представленными на тот момент в парламенте. Согласно ей Аруба стала автономным государством-членом Королевства Нидерландов, состоявшего из трёх членов: собственно Нидерландов, Арубы и Нидерландских Антильских островов. Компетенция Королевства Нидерландов определена рамочной конституцией — Хартией Королевства Нидерландов.
После 10 октября 2010 года Нидерландские Антильские острова были ликвидированы, при этом по условиям соглашения между Нидерландами и Нидерландскими Антильскими островами Бонайре, Саба и Синт-Эстатиус стали автономными территориями Нидерландов, а Кюрасао и Синт-Мартен получили такой же статус, как у Арубы (самоуправляемых государств со значительной автономией status aparte в составе Королевства Нидерландов). Правительство Нидерландов взяло на себя оборону и внешнюю политику этих государственных образований.

### Исполнительная власть
Главой Арубы является король Нидерландов, который представлен на острове губернатором. Губернатор назначается королём по рекомендации Совета министров Арубы. Срок полномочий губернатора — 6 лет. Исполнительная власть представлена Советом министров, который состоит из 7 членов и подотчётен парламенту. Главой Совета министров является премьер-министр.

### Законодательная власть

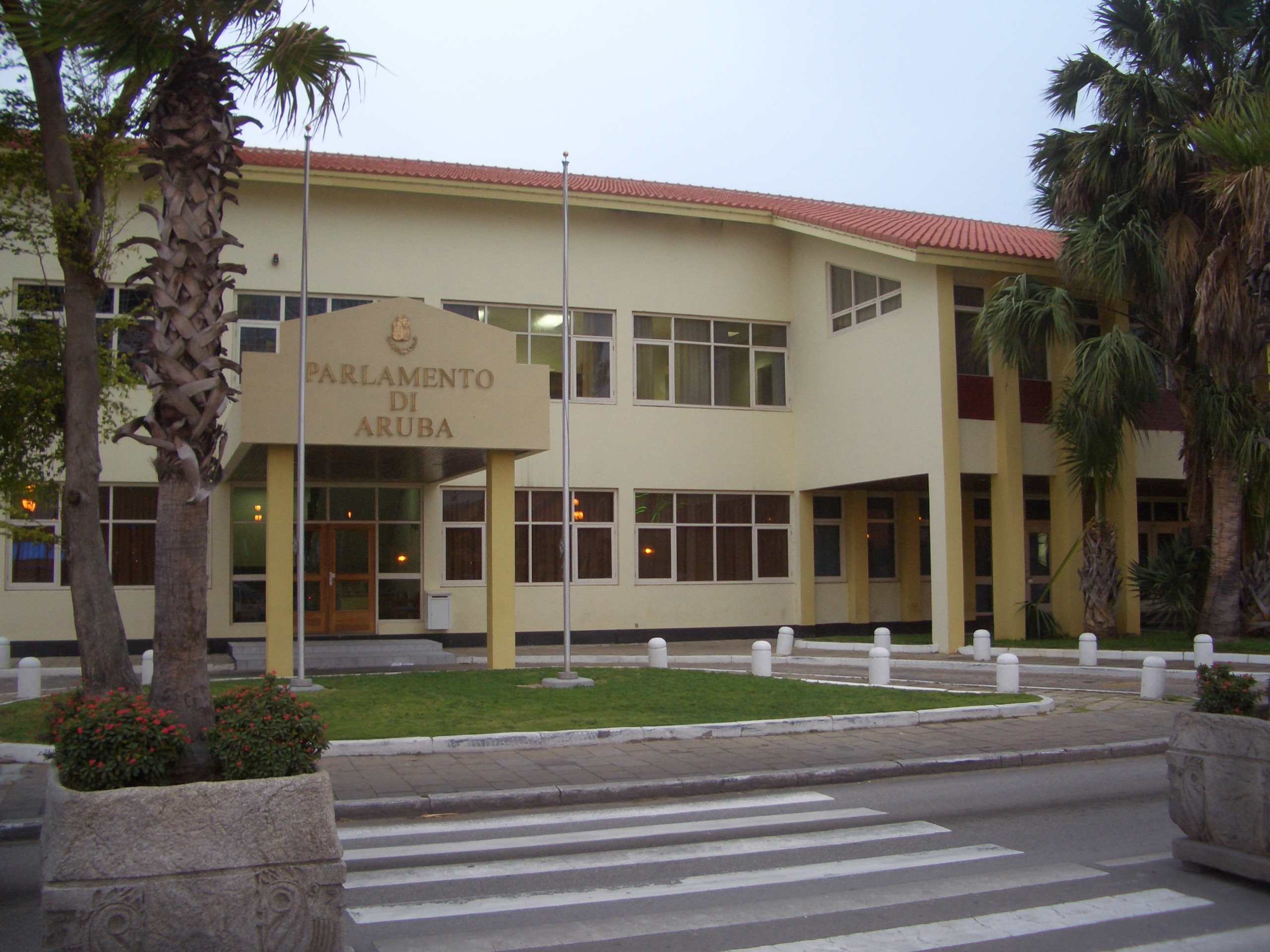
Парламент Арубы

Парламент Арубы состоит из 21 депутата, которые избираются каждые 4 года на основе многопартийной системы.

### Судебная власть
Все судьи судов первой инстанции (нидерл. Gerecht in Eerste Aanleg) назначаются королём Нидерландов на пожизненный срок действий и обязаны пройти специальную 6-летнюю подготовку для того, чтобы быть назначенными.
На судебном процессе присутствует один судья суда первой инстанции Арубы. Все апелляции рассматриваются тройками судей апелляционного суда Нидерландских Антильских островов и Арубы (нидерл. Gemeenschappelijk Hof van Justitie voor de Nederlandse Antillen en Aruba). Дальнейшие апелляции рассматриваются в Верховном суде Нидерландов (нидерл. Hoge Raad der Nederlanden) в Гааге. Решения Верховного суда не являются обязательными, однако суды низшей инстанции стараются придерживаться их.

### Административное деление
Аруба не имеет административно-территориальных единиц. Страна делится на 8 регионов переписи населения (Ноорд/Танки-Леендерт, Восточный Ораньестад, Западный Ораньестад, Парадера, Северный Синт-Николас, Южный Синт-Николас, Санта-Крус, Саванета). Однако они не несут каких-либо административных функций и используются лишь для удобства переписи населения.

### Политические партии
Первые политические партии на Арубе появились во время Второй мировой войны, когда на острове началось развиваться самоуправление. Самой первой партией является Народная партия Арубы, долгое время входившая в состав Демократической партии Кюрасао. Ещё одна старейшая партия — Патриотическая партия Арубы, которая в 1944—1969 годах являлась ведущей политической силой Нидерландских Антильских островов. В 1971 году было создано Народное избирательное движение, которое боролось за отделение Арубы от Нидерландских Антилов и в дальнейшем за полную независимость. В 1981 году оно вышло из состава Нидерландских Антилов, затем велись переговоры, в результате которых в 1983 году было заключено соглашение между Нидерландами, Нидерландскими Антильскими островами и Арубой, согласно которому Аруба получила особый статус.
В настоящее время в стране действуют ряд политических партий, восемь из них приняли участие в выборах 2009 года:
- Народная партия Арубы (Arubaanse Volks Partij, AVP) — 12 мест в парламенте,
- Народное избирательное движение (Movimiento Electoral di Pueblo, MEP) — 8 мест,
- Настоящая демократия (Democracia Real, DR) — 1 место (Член Карибского демократического союза),
- Патриотическое движение Арубы (Movimiento Patriotico Arubano, MPA),
- Сеть выборной демократии (Red Electoral Democratico, RED),
- Патриотическая партия Арубы (Partido Patriotico Arubano, PPA),
- Объединённые христиане за усиление потенциала Арубы (Cristiannan Uni Reforzando Potencial di Aruba),
- Независимое социальное движение/Либеральная организация Арубы (Movimento Social Independiente/Organisacion Liberal Arubiano)[источник не указан 4514 дней].

### Вооружённые силы
Аруба не имеет собственных регулярных вооружённых сил. Оборона Арубы находится в компетенции Нидерландов. В Нидерландских Антильских островах и Арубе присутствует нидерландский военный контингент в размере более тысячи человек. Количество мужчин в возрасте от 16 до 49 лет, годных к воинской службе, составляет 16 278 (оценки 2005 года). Функционирует также местное силовое подразделение Arubaanse Militie (ARUMIL) в размере примерно одного взвода.

### Внешняя политика
За внешнюю политику Арубы отвечает Министерство иностранных дел Нидерландов и Департамент внешних дел Нидерландских Антильских островов и Арубы.
Аруба является членом Карибского сообщества (в качестве наблюдателя), МОТ, МВФ, Интерпола, МОК, МКП, ЮНЕСКО (ассоциированный член), ЮНВТО (ассоциированный член), ВПС, ВМО.

## Население

### Демография

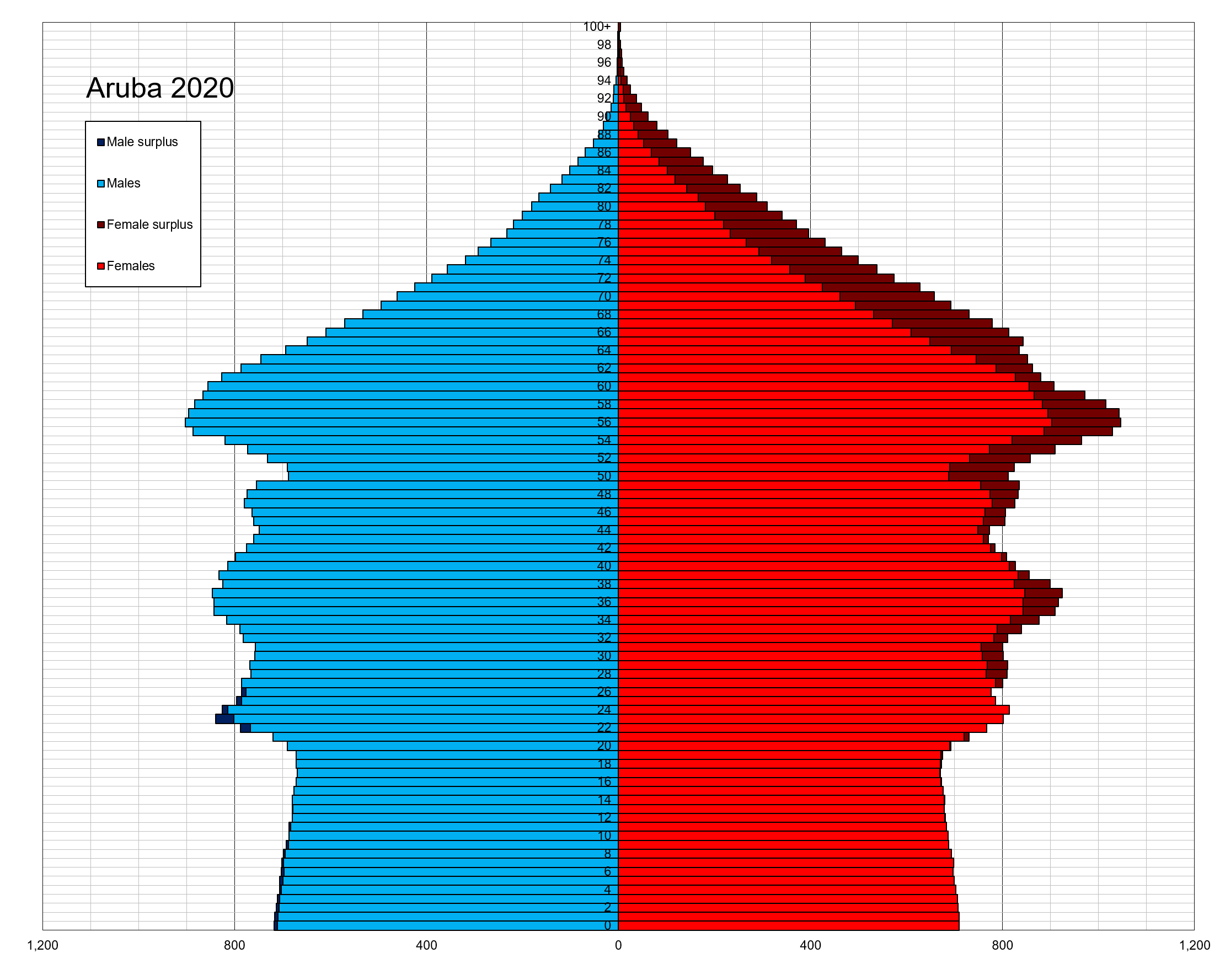
Возрастно-половая пирамида населения Арубы на 2020 год

Население Арубы складывалось из пёстрого сочетания выходцев из Венесуэлы испанского и индейского происхождения, приезжих голландцев и малочисленных представителей других национальностей (итальянцы, евреи и другие). Общая численность населения (2020) составляет 119 428 человек, плотность населения — 663,48 чел./км². Большую часть населения составляют этнические арубанцы, близкие по происхождению венесуэльцам, и происходящие от индейцев, европейцев и небольшого числа негров. Среди европейских национальностей (кроме испанцев) — нидерландцы и португальцы. Выходцы из Азии представлены сиро-ливанцами, китайцами, индонезийцами и филиппинцами, а также небольшим количеством евреев. Также на острове проживают выходцы из других островов Карибского моря, Южной Америки (особенно Венесуэлы) и Европы. Эмиграция невелика и представлена в основном не этническими арубанцами..
В городах проживает почти половина населения — 43,7 %, в сельской местности — 56,3 %. В половом разрезе наблюдается преобладание женщин над мужчинами (52,28 % и 47,72 % соответственно). К возрастной группе до 14 лет относится 17,55 % населения страны, 15—24 лет — 12,06 %, 25—54 лет — 40,54 %, 55—64 лет — 14,79 %, старше 65 лет — 15,05 %. Продолжительность жизни (2020) — 74,4 лет для мужчин и 80,7 для женщин.
Рождаемость составляет 12,1 на 1000 населения, смертность — 8,7 (2020). Естественный прирост составляет 7,5 на 1000 населения. Количество браков и разводов на 1000 населения (2005) составляет 5,76 и 4,4 соответственно.

### Религия

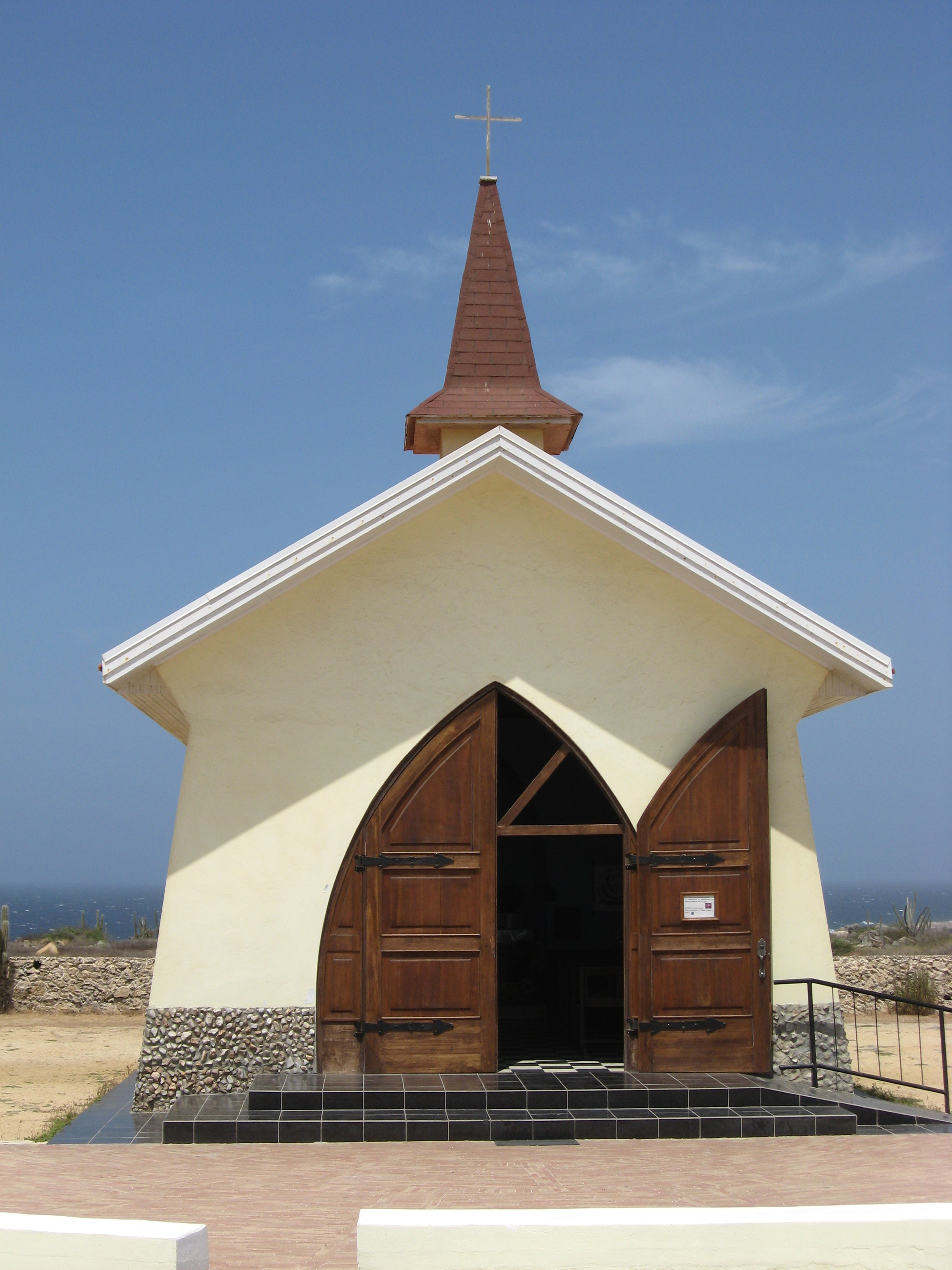
Первая церковь Арубы в Альто-Висте

80,8 % населения принадлежит к Римско-католической церкви, около 7,8 % — протестанты. Среди оставшихся 11,4 % встречаются приверженцы индуизма, ислама, конфуцианства и иудаизма.
Самой первой католической церковью, построенной на Арубе и на всех Карибских островах, является церковь в Альто-Висте, построенная испанским миссионером Доминго Антонио Сильвестре в 1750 году. Затем церковь была закрыта в 1816 году, разрушена, и вновь восстановлена в 1952 году. Вторым, ключевым религиозным сооружением на острове является — Церковь Святой Анны.

### Языки
Официальными языками являются нидерландский и папьяменто (креольская смесь испанского и португальского языков). Более всего распространены язык папьяменто, на котором говорит 66,3 % населения, а также английский, испанский и нидерландский языки.
Первые упоминания о широком употреблении папьяменто на Арубе встречаются в официальных документах из Кюрасао. С середины XIX века папьяменто стал широко распространяться при написании псалтырей в церквях и школьных учебников. В 1871 году впервые вышла газета на этом языке под названием Civilisado. Папьяменто в то время мог стать и языком обучения, но нидерландское руководство решило, что всё обучение должно вестись только на нидерландском языке. Таким образом, несмотря на то, что папьяменто является родным языком арубанцев на протяжении 300 лет, статус официального языка был присвоен ему только 19 марта 2003 года.

## Экономика

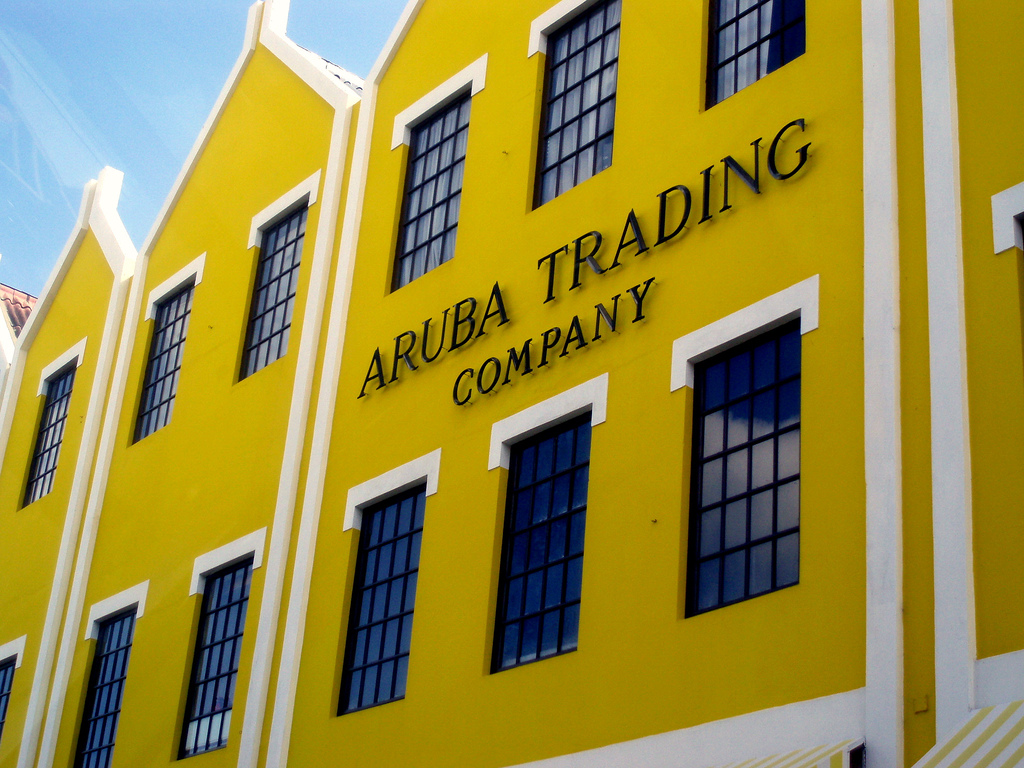
Торговая компания Арубы

Согласно оценкам 2005 года валовой внутренний продукт (ВВП) (по паритету покупательной способности) страны составил 2,258 млрд долларов США, что составляет 21 800 долларов США на душу населения. По данным 2002 года сектор услуг — главный компонент ВВП (66,3 %), далее следуют промышленность (33,3 %), сельское хозяйство (0,4 %). Работоспособное население Арубы оценивается в 41 500 человек. Уровень безработицы составляет 6,9 % (2005).
Основными отраслями национальной экономики Арубы являются туризм, банковская сфера, переработка и хранение нефти. Большой скачок развития туризма за последние десятилетия был связан с постоянным развитием сопутствующих услуг и инфраструктуры. Развитие банковских услуг связано с офшорной политикой правительства, в результате которой на острове в массовом порядке регистрируются и действуют офшорные банки, превратившие Арубу в один из офшорных финансовых центров. Центральный банк Арубы входит в Группу надзорных органов международных финансовых центров. Также развивается строительство — количество мест в гостиницах в 5 раз превышает уровень 1985 года. Нефтяная промышленность была восстановлена в 1993 году.

### Туризм
Решение о развитии туристической отрасли было принято во время кризиса, связанного с закрытием нефтеперерабатывающего завода в 1985 году. В том году страну посетило около 2000 туристов, в 1996 году их было уже 7103. В настоящее время страну ежегодно посещают 1,5 млн туристов, 75 % из которых — из США, количество мест в гостиницах превышает в 5 раз уровень 1985 года, при этом строительство туристической инфраструктуры продолжается.
Главными развлечениями для туристов на Арубе являются дайвинг, виндсёрфинг и подводные экскурсии на коралловые рифы, во время которых можно увидеть всех экзотических обитателей Карибского моря.
Лучшие пляжи Арубы — Араши, Друиф и Хадикурари. Друиф считается самой чистой зоной отдыха на всём побережье Карибского моря. Также туристы облюбовали пляж Беби-Бич. В общей сложности, на Арубе насчитывают более 40 пляжей.
Зоны отдыха острова славятся своим песком, который даже в самую жаркую погоду не обжигает ног, и розовыми фламинго, любящими бродить возле воды прямо на пляже.
Изюминкой туристического отдыха считаются местные фестивали.
Кухня на Арубе европейская, но она трансформирована под местные продукты питания. Поэтому очень часто к известному блюду могут подать необычный соус.

### Сельское хозяйство
Скалистая местность острова, бедная почва и сухой тропический климат в совокупности создали неблагоприятные условия для развития сельского хозяйства. В XVIII веке остров использовался в качестве ранчо, но это также оказалось нерентабельным. Под сельскохозяйственные земли на Арубе используется лишь 7 % земли, в сельском хозяйстве задействовано 0,6 % рабочей силы.
Основным сельскохозяйственным продуктом является алоэ. Его культивирование на острове началось ещё в XIX веке. Арубанское алоэ известно благодаря высокому содержанию алоина (22 % против 15 % среднемировых). С открытием на острове нефтеперерабатывающей отрасли производство алоэ отошло на второй план и было вновь восстановлено после Второй мировой войны — в 1949 году Кейси Эман основал первую фабрику алоэ на острове под названием Aruba Aloe Products Company, благодаря чему уже в 1951 году Аруба производила 30 % мирового объёма алоэ.

### Транспорт и коммуникации

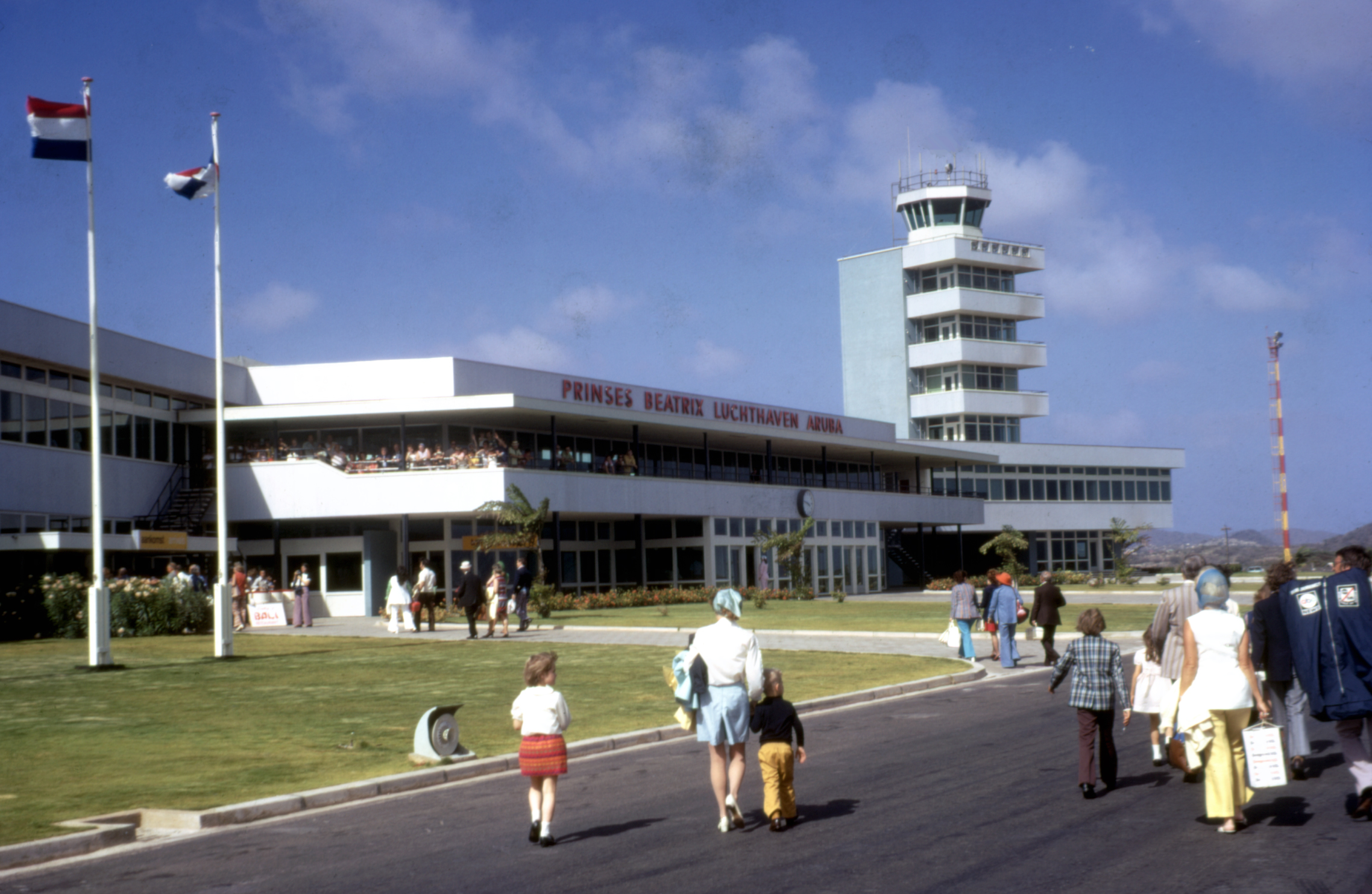
Аэропорт королевы Беатрикс

Железных дорог на острове нет. Длина автомобильных дорог (1995) 800 км, из них 64 % — с твёрдым покрытием. Количество легковых автомобилей 49 521, грузовых автомобилей и автобусов 1207 (2005).
В феврале 2013 года в Ораньестаде открыта линия трамвая, соединяющая центр города с морским вокзалом. Трамвай полностью работает на солнечной энергии.
Международный аэропорт имени королевы Беатрикс расположен рядом с Ораньестадом и ежедневно принимает авиарейсы из различных городов США (Майами, Чикаго, Вашингтон, Нью-Йорк, Бостон), Пуэрто-Рико (Сан-Хуан), Канады и Южной Америки и других стран. Согласно данным аэропорта в 2005 году аэропорт использовало 1,7 млн пассажиров, из которых 61 % — из США.
На 1000 жителей Арубы приходится 397 стационарных телефонов (2002, всего 37 тыс.), 1002 сотовых телефона (2006, всего 105,7 тыс.), 218 телевизоров (2001, всего 20 тыс.), 257 пользователей сети Интернет (2002, всего 24 тыс.).

### Внешнеэкономические отношения
Импорт (2005) 4253 млн долларов США: сырая нефть (77,6 %), электрическое и неэлектрическое машинное оборудование (4,1 %), продукты питания (2,3 %). Основные направления импорта: США (60,4 %), Нидерланды (11,7 %), Венесуэла (2,8 %), Нидерландские Антильские острова (2,8 %).
Экспорт (2005) 4374 млн долларов США: переработанная нефть (99,4 %), другое (0,6 %). Основные направления экспорта: США (48,5 %), Нидерландские Антильские острова (21,3 %), Нидерланды (15,4 %), Венесуэла (4,1 %).

### Валюта
Валютой Арубы является флорин (знак: Afl.; код: AWG), который был введён в обращение в 1986 году, заменив нидерландский антильский гульден. Валюта была прикреплена к доллару США по курсу, перенятому от гульдена — 1,79 флорина за 1 доллар США. В 1986 году в обращение были введены монеты номиналом 5, 10, 25 и 50 центов, 1 и 2½ флорина, банкноты номиналом 5, 10, 25, 50 и 100 флоринов. В 2005 году банкнота 5 флоринов была заменена монетами, а выпуск монеты 2½ флорина прекратился. Все монеты изготавливаются из никелированной стали за исключением 5 флоринов, которые чеканятся из сплава меди и других металлов.

## Социальная сфера

### Образование
Система образования Арубы заимствовала многое из нидерландской системы и обеспечивает обучение на всех уровнях. Правительство финансирует всю систему национального образования за исключением частных школ. Начальное образование охватывает детей в возрасте от 6 до 12 лет. Всего в стране 37 начальных школ, в которых обучается 9806 учащихся (2004—2005).
Средние школы на острове предоставляют большие возможности по подготовке к дальнейшему обучению для детей с 12 до 17 лет, включая техническое образование, предуниверситетскую подготовку, экономическое образование и др. В 12 школах обучаются 7067 учащихся (2004—2005).
Высшее образование представлено Университетом Арубы и Колледжем подготовки учителей. Университет Арубы ведёт подготовку специалистов на трёх факультетах: права, финансовых и экономических наук, гостеприимства и менеджмента туризма. В связи с тем, что выбор специальностей на Арубе ограничен, многие студенты обучаются в вузах Европы, Северной и Южной Америки.

### Здравоохранение
На острове функционирует Департамент здравоохранения Арубы, обеспечивающий профилактику и лечение различных заболеваний, а также Лаборатория общественного здоровья, которая снабжена диагностическим оборудованием, необходимыми инструментами и квалифицированным штатом сотрудников.
В стране 144 врача (1 на 699 жителей) и 310 койко-мест (1 на 330 жителей) (2005). Самой большой больницей является основанная в 1976 году больница Горацио Одубера на 280 койко-мест, которая предоставляет медицинские услуги более чем по 20 направлениям.

## Культура и искусство

### Изобразительное искусство
Пейзажи Арубы служили источником вдохновения для многих профессиональных художников. Портрет как вид живописи на Арубе не получил широкого распространения. Растёт популярность скульптуры и трёхмерной графики. Большинство графических студий возникли после экономического роста с 1988 года. Большинство художников работают коммерческими дизайнерами. Среди наиболее известных художников — Ванесса Паулина, Осайра Муяле, Элвис Лопес, Густав Нуэль, Стан Кюйпери и другие.

### Исполнительское искусство
На Арубе действуют несколько театральных групп, самой старой и популярной из которых является Mascaruba. В Ораньестаде расположен также театр Cas di Cultura. Местные культурные и художественные проекты (в основном театральные) развивает фонд Arte pro Arte (FARPA, «Искусство для искусства»). Фонд танца Арубы организует международные фестивали и мастерские. Для обучения молодёжи работают несколько танцевально-балетных школ. Дважды в год на острове проводится международный фестиваль танца и театра.

### Музеи

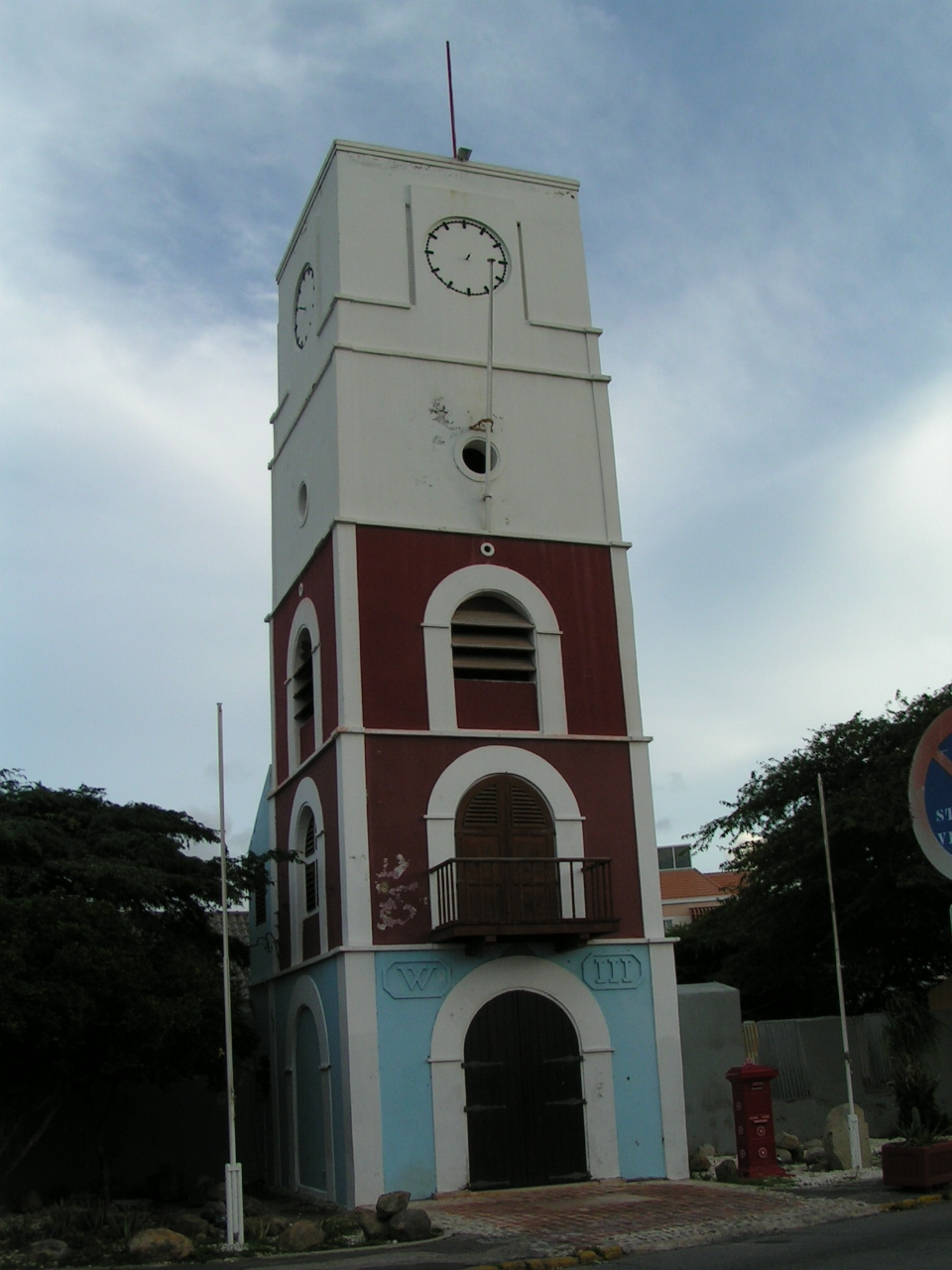
Башня Виллема III

С культурным наследием Арубы можно ознакомиться в историческом, археологическом и нумизматическом музеях:
Исторический музей Арубы был основан в 1983 году Культурным центром Арубы (нидерл. Cultureel Centrum van Aruba) и расположен в отреставрированной башне Виллема III. В музее можно ознакомиться с историей острова, когда он находился под управлением испанцев, а затем голландцев.
Археологический музей Арубы расположен в здании Института культуры в Ораньестаде и содержит артефакты, описывающие историю острова до прибытия европейцев, — керамические и каменные изделия, орнаменты, фрагменты захоронений и др.
Нумизматический музей Арубы был создан в 1981 году и содержит частную коллекцию Марио Одора, включающую около 40 000 монет из 400 стран мира.

### Праздники
| Дата       | Название                         |
| ---------- | -------------------------------- |
| 1 января   | Новый год                        |
| 25 января  | День Бетико Круса                |
| 4 февраля  | Карнавал                         |
| 18 марта   | День национального гимна и флага |
| 21 марта   | Великая пятница                  |
| 24 марта   | Светлый понедельник              |
| 30 апреля  | День рождения королевы           |
| 1 мая      | День труда                       |
| 1 мая      | Вознесение Господне              |
| 25 декабря | Рождество                        |

## Кухня
Местная кухня представляет собой удивительную смесь различных европейских традиций, «замешанных» на местном колорите. Исконных индейских блюд здесь почти не осталось, потому как кулинария на столь бедном природными ресурсами острове была построена на практически полном использовании местных продуктов, которые для большинства европейцев просто несъедобны.
В настоящее время многочисленные рестораны с арубской кухней построены на принципе максимального использования даров моря, воды Карибского моря богаты морскими обитателями. Креветки и лангусты, омары и глубоководные рыбы, различные ракушки и водоросли — вот основа местных рецептов. При этом всё это обильно приправляется растительным маслом, зеленью и овощами (по большей части привозными). Мясо применяется всё шире, причём по большей части испрользуются голландские рецепты.
Наиболее интересными продуктами местной кухни являются отварные креветки с зеленью из Сан-Николауса, небольшие пирожки с начинкой из мяса, креветок, рыбы и специй «пастешис», мясные тефтели «биттербал», тушёная ягнятина «стоба», бобовые оладьи «кала», гороховый суп «эрвтен-соеп», пирожки с мясом или сыром «пастечи», мясной рулетик «аякас», рыбные тефтели «крокеши», рыбный суп «сопи-ди-писка», горохово-зерновая каша «туту», десерт из карамели «кесио», кокосовый пудинг «пудин-ди-коко» и ромовый пунш «понш-крема».
На острове широко доступны все виды импортируемых алкогольных напитков. Здесь производят первоклассные сорта пива, в том числе имеющий заслуженное признание сорт «Балаши».

## СМИ
На острове печатаются периодические издания на папьяменто, нидерландском и английском языках. Среди наиболее распространённых газет — Diario Aruba. Архивировано из оригинала 11 июня 2008 года., Bon Dia, Awemainta (все на папьяменто), Amigoe (нидерландский, английский), A.M. Digital, Aruba Today (обе на английском) и др. Первая газета, изданная на языке папьяменто, Civilisado, впервые вышла в 1871 году.
На острове вещают телевизионные каналы ATV и Tele Aruba, а также радиостанции Radio Kelkboom. Архивировано из оригинала 12 июня 2008 года., Hit 94, Magic 96.5 и Canal 90.

## Спорт
В 1952—1984 годах спортсмены Арубы выступали на летних Олимпийских играх в составе Нидерландских Антильских островов, затем с 1988 года — в качестве самостоятельной делегации. До настоящего момента в копилке Арубы нет ни одной олимпийской медали.
Футбольный союз Арубы (нидерл. Arubaanse Voetbal Bond) является членом ФИФА с 1988 года.

## Достопримечательности

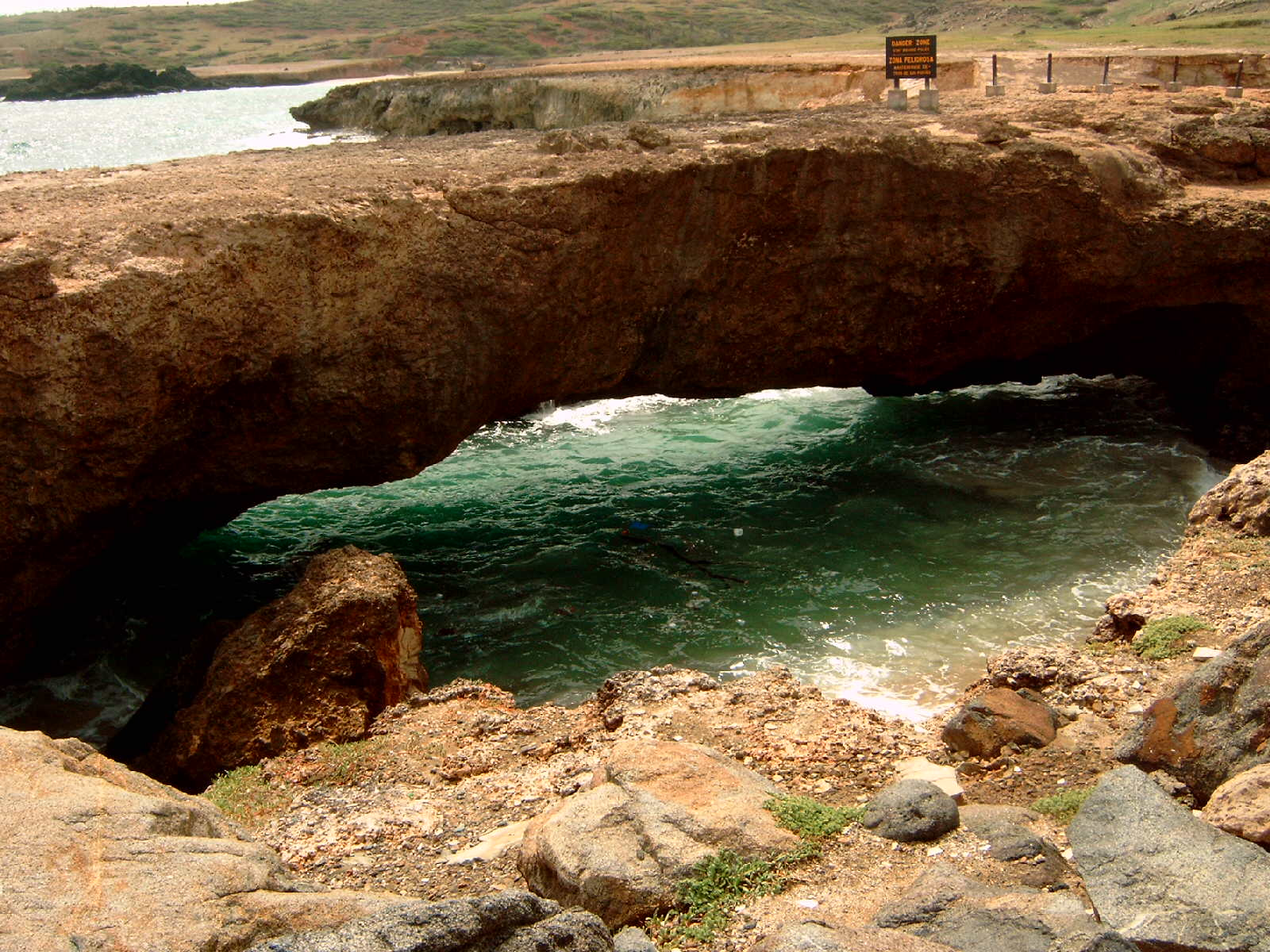
Природный мост в 2005 году до разрушения

Достопримечательности острова можно разделить на природные и культурные. К природным достопримечательностям относятся национальный парк Арикок, на территории которого расположена самая высокая точка острова — Яманота, естественный бассейн, отделённый от моря скалами, несколько пещер. Одним из символов острова является холм Ойберг. Популярностью у туристов пользовался также природный мост, однако он разрушился 2 сентября 2005 года.
Самый старый сохранивший дом (кунуку) Арубы расположен в Саванете. Рядом с ней имеется также небольшой пляж Корал-Риф-Бич.
Город Ноорд знаменит историческими церквями — Святой Анны, расположенной в Ноорде, и Альто-Вистой в нескольких километрах к северу от города. Вблизи от города находятся пляжи Палм-Бич и Игл-Бич. Туристы также посещают Калифорнийский маяк, расположенный в северо-западной части острова.

В городе установлен памятник Экуре Бойю — национальному герою, сражавшемуся с немецкими захватчиками в Нидерландах и расстрелянному неподалёку от Гааги. При захоронении тела на острове Аруба в 1947 году ему были устроены похороны с военными почестями, а в 1987 году он был посмертно награждён медалью «het Verzetsherdenkingskruis».

## Факты
- 30 мая 2005 года во время поездки на Арубу по поводу окончания школы пропала Натали Энн Холлоуэй — выпускница высшей школы Маунтин-Брук. Её пропажа вызвала большой резонанс в американских СМИ[57]. Некоторые из них призывали даже к бойкоту острова. По подозрению в причастности к пропаже были задержаны трое местных жителей, расследование длилось до конца 2007 года, но не привело к результатам. Девочку так и не нашли. Это привело к уменьшению потока туристов на Арубу[58].
- На острове Аруба начинается действие книги Бориса Акунина «Планета Вода» (2015). Главный герой Эраст Фандорин проживает здесь, регулярно уходя в море на субмарине на поиски испанского галеона, затонувшего неподалёку с 20 тоннами золота на борту[59].